# Worton (North Yorkshire)
Worton – osada w Anglii, w hrabstwie North Yorkshire, w dystrykcie (unitary authority) North Yorkshire. Leży 76 km na północny zachód od miasta York i 337 km na północny zachód od Londynu.